# くまのプーさん クリストファー・ロビンを探せ!
『くまのプーさん　クリストファー・ロビンを探せ！』（くまのプーさん クリストファー ロビンをさがせ）（原題：Pooh's Grand Adventure: The Search for Christopher Robin）は、1997年に製作されたアメリカ映画。A・A・ミルンによる児童小説『クマのプーさん』を原作とするアニメーション作品。

## 概要
くまのプーさん 完全保存版から20年ぶりとなる、ディズニー版『くまのプーさん』長編シリーズの第2作。行方不明の親友、クリストファー・ロビンを探しに出たプーさんと仲間たちの冒険を描く。今作以降の続編はウォルト・ディズニー・アニメーション・ジャパンが製作を請け負っており、多数の日本人スタッフが製作に関与している。日本では劇場公開はされず、1998年8月21日にVHSビデオとして発売された。

## あらすじ
ある年の秋の1日目。小学校の新学期が始まった日、プーさんが目覚めると家の前にはちみつのつぼが。しかし手紙が付いていることに気付かず、はちみつで手紙をべっとりと汚してしまう。親友のクリストファー・ロビンに読んでもらうおうと探しに行くが、森中のどこにもいない。プーさんはピグレット、ラビット、ティガー、イーヨーと共に、オウルに字を読んでもらおうと彼の家へ行く。オウルが汚れた手紙に書いてある文字を読んでみると「プーへ、僕は遠くに行く、食べられて、骸骨になる」その手紙の送り主がクリストファーだった。プーさんたちは大切な友達を助けるために冒険へ出発した。

## キャラクター
- プー - はちみつが大好きな優しいクマのぬいぐるみ。のんびり屋でマイペース。
- クリストファー・ロビン - 6歳の男の子。とても親切。
- ピグレット - 臆病だが、友達思いの小さなコブタのぬいぐるみ。
- イーヨー - 陰気なロバのぬいぐるみ。
- ラビット - 野菜を育てるのが得意な面倒見の良いウサギのぬいぐるみ。
- ティガー - しっぽにばねが入ったお調子者のトラのぬいぐるみ。
- オウル - 物知りのフクロウのぬいぐるみ。しかし、勘違いが激しい。

- ガイコツザウルス - オウルが危険だという恐ろしい生き物。

## キャスト
ティガーの初代声優ポール・ウィンチェルが最後に出演した作品。
| 役名                   | 原語版声優                                       | 日本語吹き替え              |
| ---------------------- | ------------------------------------------------ | --------------------------- |
| プー                   | ジム・カミングス                                 | 八代駿                      |
| ガイコツザウルス       | ジム・カミングス                                 | 原語版流用                  |
| ピグレット             | ジョン・フィードラー                             | 小宮山清                    |
| ティガー               | ポール・ウィンチェル                             | 玄田哲章                    |
| ラビット               | ケン・サンソム                                   | 龍田直樹                    |
| イーヨー               | ピーター・カレン                                 | 石田太郎                    |
| オウル                 | アンドレ・ストイカ                               | 台詞：上田敏也 歌：福沢良一 |
| クリストファー・ロビン | 台詞：ブラディ・ブラム 歌：フランキー・J・ガラソ | 白尾佳也                    |
| ナレーター             | デビッド・ワーナー                               | 青森伸                      |

## オリジナル・サウンド・トラック
「くまのプーさん　クリストファー・ロビンを探せ！＋more」というタイトルで、2000年7月5日に発売。6曲の歌の英語版、日本語版に加え、4曲のオリジナル・クリップが収録されている。
1. Forever And Ever （ジム・カミングス／ブラディ・ブラム）
2. Adventure Is A Wonderful Thing （アンドレ・ストイカ／ジム・カミングス）
3. If It Says So （ケン・サンソム／ジム・カミングス）
4. Wherever You Are （ジム・カミングス）
5. Everything Is Right （ジム・カミングス／ケン・サンソム／ジョン・フィドラー／アンドレ・ストイカ／ポール・ウィンチェル／ピーター・カレン／ブラディ・ブラム）
6. Wherever You Are　End Title （バリー・コフィング／ヴォンダ・シェパード）
7. いつまでもずっと （八代駿／白尾佳也）
8. 冒険はすばらしい  （福沢良一／八代駿／上田敏也）
9. そう書いてあるなら （龍田直樹／八代駿）
10. どこにいるの？ （八代駿）
11. 何もかもが最高！ （八代駿／龍田直樹／小宮山清／上田敏也／玄田哲章／石田太郎／白尾佳也）
12. どこにいるの？ エンド・タイトル・リプライズ （淵上祥人／柴田穂積）
13. The Best Present Ever （ポール・ウィンチェル）
14. It’s Tough Being Small （ジョン・フィドラー／ジム・カミングス）
15. Nobody Wants Be My Friend （ピーター・カレン）
16. You’ve Got a Friend （ジム・カミングス）

## 映画データ
- 製作：1997年
- 日本初公開：1998年8月21日（ビデオ発売）
- 1999年3月25日（DVD発売）[1]
- 本編：約70分

- 監督・製作: カール・ゲールズ
- 脚本: カール・ゲールズ、カーター・クロッカー
- 原作: A・A・ミルン『クマのプーさん』
- 音楽: カール・ジョンソン
- 主題歌：淵上祥人／柴田穂積

## 評価
Rotten Tomatoesでは8件のレヴューのうち38%が肯定的で平均点は100点満点中45点だった。[エンターテインメント・ウィークリー]のジョージ・ブルーストンは「甘ったるい」としてCの評価を与え、『くまのプーさん 完全保存版』を形付けた「子どもの気持ちと大人の機知」が欠けている、と論評した。Reel Film Reviewsのデイヴィッド・ヌサイルは「退屈」と評した。
批判的な評価ばかりでなく肯定するものもある。Kabooseのジェーン・ルイーズ・ボーサウは楽曲と映像を賞賛した。Movie Metropolisのジョン・J・プッチオも肯定的に評価し、ミルンの原作より「冒険的」な筋書きによって素朴だが迫力にかける映像表現を補っている、と論評した。ジーン・シスケルとロジャー・イーバートも肯定的に評価した。